# Pogonostoma phalangioide
Pogonostoma (Leptopogonum) phalangioide – podrodzaj chrząszczy z rodziny biegaczowatych, podrodziny trzyszczowatych i rodzaju Pogonostoma. Jedyny znany gatunek monotypowego podrodzaju Leptopogonum.

## Taksonomia
Podrodzaj Leptopogonum, jak i gatunek P. (L.) phalangioide opisane zostały w 1970 roku przez E. Rivalier'a.

## Występowanie
Gatunek tej jest endemitem Madagaskaru.